# Свети Георги (Зашле)
Вижте пояснителната страница за други значения на Свети Георги.
„Свети Георги“ (на македонска литературна норма: „Свети Ѓорѓи“, „Свети Георгиј“) е възрожденска православна манастирска църква в демирхисарското село Зашле, Северна Македония. Църквата е под управлението на Крушевско-Демирхисарската епархия на Македонската православна църква.
Храмът е католикон на Зашленския манастир, разположен на няколко километра южно от Зашле. Изграден е в 1873 година според надписа на каменна плоча над западния вход. В манастира е имало малка библотека.